# Orchestral pop
Orchestral pop (đôi khi được gọi ngắn gọn là ork-pop) là nhạc pop được chuyển soạn và biểu diễn bởi dàn nhạc giao hưởng. Dòng nhạc này cũng có thể được kết hợp với thuật ngữ symphonic pop hoặc chamber pop.

## Lịch sử
Trong suốt thập niên 1960, nhạc pop trên đài phát thanh và trong cả phim điện ảnh Mỹ lẫn Anh đều chuyển từ việc sử dụng thứ âm nhạc đầy tinh tế của Tin Pan Alley sang các sáng tác lập dị hơn, kết hợp với guitar rock, đàn dây giao hưởng và kèn do các nhóm nhạc sĩ phòng thu thể hiện. Sự phát triển nhanh chóng của kỹ thuật thu âm nhiều đoạn nhạc vào giữa những năm 1960 cũng thúc đẩy khả năng của các nhà sản xuất trong việc tạo ra các bản ghi âm với cách chuyển soạn âm thanh phức tạp. Các nhà chuyển soạn và sản xuất nhạc pop đã sử dụng orchestral pop vào các bản phát hành của nghệ sĩ của họ, trong đó có George Martin và những bản chuyển soạn nhạc khí bộ dây của ông cho The Beatles, và John Barry với phần nhạc nền cho loạt phim James Bond. Cũng trong những năm 1960, một số sắp đặt đậm tính thính phòng đã được thực hiện cho các bài hát do The Beatles sáng tác, bao gồm phiên bản giao hưởng của "Yesterday". Một số bản giao hưởng được thành lập đặc biệt để chơi những bản nhạc phổ biến, chẳng hạn như dàn nhạc Boston Pops Orchestra. Nick Perito là một trong những nhà chuyển soạn, nhà soạn nhạc và chỉ huy dàn nhạc orchestral pop tài năng nhất.
Theo Chris Nickson, "orchestral pop của năm 1966" là "đầy thử thách, thay vì [là kiểu nhạc] nhạt nhẽo, dễ nghe". Tạp chí Spin coi Burt Bacharach và Brian Wilson của The Beach Boys là "những vị thần" của orchestral pop. Theo ý kiến của Nickson, "đỉnh cao" của dàn nhạc pop nằm ở ca sĩ Scott Walker, giải thích rằng "trong thời kỳ màu mỡ nhất của mình, 1967–70, ông đã tạo ra một khối tác phẩm mà, theo cách riêng của nó, đậm tính cách mạng như The Beatles. Ông đã lấy ý tưởng của [Henry] Mancini và Bacharach để đưa ra kết luận hợp lý, về cơ bản đã định nghĩa lại khái niệm về orchestral pop." Trong thế kỷ 21, rất ít nghệ sĩ khám phá thể loại này, trong đó đáng chú ý nhất là siêu nhóm nhạc Anh Quốc The Last Shadow Puppets (do trưởng nhóm Arctic Monkeys – Alex Turner – và nghệ sĩ Miles Kane thành lập), và nghệ sĩ người Mỹ Cody Fry.

## Ork-pop
Ork-pop là một phong trào những năm 1990 lấy tên từ orchestral pop. Những nghệ sĩ đi đầu của phong trào này là Yum-Yum, The High Llamas, Richard Davies, Eric Matthews, Spookey Ruben, Witch Hazel và Liam Hayes (Plush). Matthews, người hợp tác với Davies để lập nên nhóm Cardinal, được coi là biểu tượng hàng đầu của ork-pop.

### Ấn phẩm
- Hawkins, Stan (2015). Queerness in Pop Music: Aesthetics, Gender Norms, and Temporality. Routledge. ISBN 978-1-317-58972-3.
- Lanza, Joseph;  và đồng nghiệp (2008).  DJ Spooky That Subliminal Kid (biên tập). Sound Unbound:Sampling Digital Music and Culture. MIT Press. ISBN 978-0-262-26646-8.
- Lanza, Joseph (1994). Elevator Music: a Surreal History of Muzak, Easy-Listening, and Other Moodsong. St. Martin's. ISBN 0-312-10540-1.